# Акаба (мухафаза)
Ака́ба — (араб. محافظة العقبة‎) — мухафаза на юге Иордании.
- Административный центр — Акаба.
- Площадь — 6905 км², население — 136 200 человек (2012 год).

## География
На севере граничит с мухафазой Эт-Тафила, на востоке с мухафазой Маан, на юге с Саудовской Аравией, на западе с Израилем. На юго-западе выходит к побережью залива Акаба Красного моря.
Акаба, порт в Красном море, играет важную роль в экономической жизни Иордании и имеет много достопримечательностей. Иордано-саудовская граница проходит в нескольких километрах к югу от Акабы. В 1965 году покойный король Хуссейн обменял 12 км ценной прибрежной полосы на 6000 км пустыни.
Порт Акабы — самый важный центр импорта/экспорта Иордании.

## Административное деление
Акаба разделена на 3 района:
- Эль-Акаба
- Эль-Кувайра
- Вади Араба

## Археологические сокровища
Самое большое археологическое сокровище региона — Петра.